# 鼻涕體
鼻涕體(又稱鼻涕石)指的是陰暗的洞穴或地下水道中，頂端呈鼻涕狀的硫酸還原菌(一種嗜極細菌)群落，一天增長一公分，會分解岩壁上的礦物並分泌硫酸。分泌物的酸性足以灼傷皮膚，且會污染水源，腐蝕地下道的牆壁造成崩塌，與腐蝕金屬管線。

## 製造食物的方法
由於鼻涕體居住於沒有太陽照射的環境，所以該處不適宜大部分生物生存，因此鼻涕體不可能捕獲其他生物作為食物。此外，在沒有光的情況下亦排除了鼻涕體進行光合作用製造食物的可能性。鼻涕體只能藉化合作用將硫化氫轉化為硫酸，以其釋放的化學能作為生存的能量。此外，它亦能為居於該處的生物(例如：蠓)供應食物。

## 硫酸的作用
縱使鼻涕體所產生的硫酸具破壞性，但仍然有所功用。硫酸的腐蝕性能侵蝕石灰石岩洞，形成地下洞穴。

## 棲息地
鼻涕體出沒在陰暗無光的地下洞穴中，例子有拉卓古拉。

## 資料來源
- 英語電影節目 《天與地》(Planet Earth)